# Potikall
Potikall fou un estat tributari protegit del tipus zamindari dins l'estat de Bastar, a les Províncies Centrals, format per 22 pobles amb una superfície de 906 km² i una població el 1881 de 2.013 habitants quasi tots kols, si bé el sobirà era telinga. La capital era Potikall, amb unes 100 cases (600 a 700 habitants) a la riba del riu Tal a 18° 33′ N, 80° 56′ E / 18.550°N,80.933°E.